# FTSE 100
Financial Times Stock Exchange 100 Index (скорочено: FTSE 100 Index, FTSE 100, FTSE, або неформально: Footsie — Футсі) — британський фондовий індекс, що вираховується на основі котирувань акцій 100 найбільших за ринковою капіталізацією компаній на Лондонській фондовій біржі. Розраховується з 1984 року. Належить FTSE Group, компанії, що була заснована спільними зусиллями Лондонської фондової біржі та Financial Times у 2002 році.
Є найбільш цитованим біржовим індексом Великої Британії і основним індикатором стану її економіки. Він охоплює компанії, які разом займають 81 % капіталізації Лондонської фондової біржі. Нарівні з ним випускаються також індекси FTSE 250 (який розраховується на основі наступних 250 компаній після FTSE 100) та FTSE 350 (об'єднує FTSE 100 і FTSE 250).
Почали його розраховувати з 3 січня 1984 року з рівня 1000 пунктів. Досягнув свого рекордного значення в 6950,6 пункту 30 грудня 1999 р. Знов досягнув цього рівня у лютому 2015.
| Категорія    | Найвищій рівень FTSE за всю історію | Найвищій рівень FTSE за всю історію |
| ------------ | ----------------------------------- | ----------------------------------- |
| Закриття     | 8,445.80                            | 15 травня 2024                      |
| Впродовж дня | 8,474.71                            | 15 травня 2024                      |

## Компоненти індексу
У вересні 2021 сектор промислових товарів і послуг був найбільшим в індексі з вагою 11,5%, за ним слідував фінансовий сектор з 11,3% та сектор охорони здоров’я на третьому місці з 9,9%. 10 найбільших компаній мали сумарну вагу 41% у загальній ринковій капіталізації всіх учасників індексу.

## Критерії відбору
Компанії, чиї акції враховуються в розрахунку індексу FTSE 100, мають відповідати умовам, що виставляються FTSE Group:
- входити до списку Лондонської фондової біржі,
- вартість акцій індексу FTSE 100 має виражатися у фунтах чи євро,
- пройти тест на належність до певної держави,
- акції повинні бути у вільному обігу та бути високоліквідними.

Індекс переглядається щоквартально, в першу п’ятницю березня, червня, вересня та грудня.